# Raivuna nakanonis
Raivuna nakanonis är en insektsart som först beskrevs av Matsumura 1910.  Raivuna nakanonis ingår i släktet Raivuna och familjen Dictyopharidae. Inga underarter finns listade i Catalogue of Life.